# Телюков, Василий Андреевич
Василий Андреевич Телюков (20.03.1916, Кирилло-Анновка — 05.07.1998) — командир отделения разведки батареи 10-го гвардейского воздушно-десантного артиллерийского полка, гвардии старший сержант.

## Биография
Родился 20 марта 1916 года в селе Кирилло-Анновка Зеньковского района Полтавской области. Украинец. Окончил 7 классов, пять лет работал в ней старшим пионервожатым. В 1937—1939 года проходил действительную службу в Красной Армии. Вернувшись на родину, работал председателем районного отдела Осоавиахима. Программу допризывной подготовки молодежь сдавала только на «отлично».
С началом войны добровольцем пришел в военкомат. После продолжительной подготовки был зачислен на должность разведчика штабной батареи 10-го гвардейского воздушно-десантного артиллерийского полка 7-й гвардейской воздушно-десантной дивизии, в составе которой он провоевал до конца войны. На фронте с сентября 1943 года.
17 февраля 1944 года в боях по уничтожению окруженной группировки противника севернее города Звенигородка разведчик-наблюдатель штабной батареи гвардии красноармеец Телюков, находясь на наблюдательном пункте своевременно обнаружил врага, приблизившегося к НП. В завязавшемся бою из личного оружия истребил 9 противников, 3 взял в плен.
Приказом от 25 февраля 1944 года гвардии красноармеец Телюков Василий Андреевич награждён орденом Славы 3-й степени.
В период Будапештской операции войскам 4-й гвардейской армии, в состав которой входила 7-я гвардейская воздушно-десантная дивизия, форсировала реку Дунай и вышла к озеру Балатон. В этих боях Телюков уже командовал отделением разведки.
4 декабря 1944 года участвуя в уличном бою в городе Шиофок отделение гвардии старшего сержанта Телюкова действовало впереди наступающих. В центре города продвижение вперед остановил пулемет, бивший с чердака одного из домов. Телюков с подчиненными ворвался в дом, гранатами и в рукопашной схватке уничтожил расчет пулемета и несколько автоматчиков.
Приказом от 12 февраля 1945 года гвардии старший сержант Телюков Василий Андреевич награждён орденом Славы 2-й степени.
В апреле 1945 года в боях за столицу Австрии город Вену гвардии старший сержант Телюков, находясь в боевых порядках стрелковых подразделений, умело корректировал артиллерийский огонь.
9 апреля по его целенаведениям в полосе наступления полка было уничтожено шесть станковых пулеметов и два орудия; 13 апреля — три станковых пулемета и две минометные батареи. 19 апреля в критический момент боя Телюков одним из первых поднялся в атаку, увлекая за собой бойцов. Умело действуя личным оружием, в рукопашной схватке уничтожил двенадцать солдат противника и забросал гранатами два вражеских пулемета.
Указом Президиума Верховного Совета СССР от 15 мая 1946 года за исключительное мужество, отвагу и бесстрашие в боях с вражескими захватчиками сержант Телюков Василий Андреевич награждён орденом Славы 1-й степени. Стал полным кавалером ордена Славы.
В мае 1946 года был демобилизован. Вернулся на родину. Работал в колхозе им. Калинина, стал руководить молочно-товарной фермой. Когда поголовье скота достигло довоенного уровня, Телюкову поручили возглавить свиноводческую ферму. К началу восьмой пятилетки рентабельность фермы превзошла ожидаемые результаты. После выхода на пенсию жил в селе Саранчивка Зеньковского района. Скончался 5 июля 1998 года.
Награждён орденами Отечественной войны 1-й степени, Славы 3-х степеней, медалями.